# Nicole Ari Parker
Nicole Ari Parker Kodjoe (* 7. října 1970, Baltimore, USA) je americká herečka a bývalá modelka.

## Počátky
Narodila se a vyrůstala v Baltimoru. Její matka pracovala jako zdravotní asistentka, otec Donald byl zubařem. Rodiče se rozvedli, když byla ještě mladá dívka. V 17 letech získala školní hereckou cenu a v roce 1993 vystudovala hereckou školu s titulem. Věnovala se také modelingu.

## Kariéra
Před kamerou se poprvé objevila v roce 1993, a to konkrétně v televizním filmu Other Women´s Children. Následně dostávala menší filmové role a role v televizních seriálech. 74 epizod se objevovala v seriálu Soul Food. Hlavní role získala také v seriálech Second Time Around a The Deep End.
Objevila se také v několika celovečerních filmech. K těm úspěšnějším patří Neuvěřitelně pravdivé dobrodružství dvou zamilovaných dívek, Hříšné noci, Jiskra, Modrý blesk, Vzpomínka na Titány nebo Vítej doma.

## Ocenění
V roce 1997 získala spolu s dalšími herci, kteří obsadili role ve filmu Hříšné noci, cenu FFCC Award. V roce 1999 pak získala zvláštní cenu na festivalu Urbanworld Film Festival.
Dále byla nominována na dalších deset ocenění, ke kterým patří nominace na Image Award nebo Black Reel Award.

## Osobní život
Rok žila s hercem Josephem Falascou, než si v roce 2005 vzala kolegu ze seriálu Soul Food Borise Kodjoea. Jejich svatba proběhla v Německu. Má s ním dceru Sophii Tei-Naaki Lee a syna Nicolase Nerudu. Všichni společně žijí v Atlantě. Dcera Sophie je od narození postižena nemocí spina bifida, což představuje rozštěp páteře, který způsobuje neúplné uzavření jednoho či více obratlů.

## Filmografie

### Film
| Rok  | Název                                                       | Role                      | Poznámky |
| ---- | ----------------------------------------------------------- | ------------------------- | -------- |
| 1993 | Other Women's Children                                      | Marcelle                  |          |
| 1995 | Stonewall                                                   | strážník                  |          |
| 1995 | Neuvěřitelně pravdivé dobrodružství dvou zamilovaných dívek | Evie Roy                  |          |
| 1997 | Linie násilí                                                | Ade                       |          |
| 1997 | Hříšné noci                                                 | Becky Barnett             |          |
| 1998 | Jiskra                                                      | Nina                      |          |
| 1998 | The Adventures of Sebastian Cole                            | Jenny                     |          |
| 1999 | 200 cigaret                                                 | Bridget                   |          |
| 1999 | Mute Love                                                   | Mavis                     |          |
| 1999 | Mirar Mirror                                                | Denise Scott              |          |
| 1999 | Loving Jezebel                                              | Frances                   |          |
| 1999 | Harlem Aria                                                 | Clarisse                  |          |
| 1999 | Mapa mého světa                                             | Sherry                    |          |
| 1999 | Modrý blesk                                                 | Melissa Green             |          |
| 2000 | Podzimní premiéra                                           | Tomasina 'Tommy' Crawford |          |
| 2000 | Vzpomínka na Titány                                         | Carol Boone               |          |
| 2002 | Karamelka                                                   | Reese Marie Wiggam Ellis  |          |
| 2005 | Královské výkupné                                           | Angela Drake              |          |
| 2008 | Vítej doma                                                  | Lucinda Allen             |          |
| 2009 | Tak si představ                                             | Trish                     |          |
| 2009 | Pastor Brown                                                | Tonya Copeland Brown      |          |
| 2011 | 35 and Ticking                                              | Zenobia                   |          |
| 2012 | Vipaka                                                      | Sophie                    |          |
| 2014 | Stará křivda                                                | Sophie Sanchez            |          |
| 2016 | Téměř dokonalé Vánoce                                       | Sonya Meyers              |          |
| 2018 | How It Ends                                                 | Paula Sutherland          |          |
| 2018 | Pheenom                                                     |                           |          |
| 2020 | HeadStop                                                    |                           |          |

### Televize
| Rok       | Název                                      | Role                  | Poznámky                                          |
| --------- | ------------------------------------------ | --------------------- | ------------------------------------------------- |
| 1995      | Divas                                      | Stephanie             | TV film                                           |
| 1996      | Nejtvrdší zápas                            | Wanda                 | TV film                                           |
| 1997      | Subway Stories: Tales from the Underground | Sharon                | TV film                                           |
| 1998      | Vyhnanec                                   | Georgeanne Taylor     | TV film                                           |
| 1999      | Chladnokrevná hra                          | Weather Karkinnon     | TV film                                           |
| 1999–2000 | Cosby                                      | Rebecca               | 3 díly                                            |
| 2000      | The Loretta Claiborne Story                | Christine Claiborne   | TV film                                           |
| 2002      | Kriminálka Las Vegas                       | Lillie Iv             | díl: „Zakázané uvolňování“                        |
| 2003      | The System                                 | Linda Evans           | hlavní role, 9 dílů                               |
| 2004      | All of Us                                  | Traci Garrison        | díl: „Playdate“                                   |
| 2000–2004 | Soul Food                                  | Teri Joseph           | hlavní role, 74 dílů                              |
| 2004–2005 | Second Time Around                         | Ryan Muse             | hlavní role, 13 dílů                              |
| 2008      | Never Better                               | Allison               | neprodaný televizní pilotní díl                   |
| 2010      | The Deep End                               | Susan Oppenheim       | hlavní role, 6 dílů                               |
| 2011      | Big Mike                                   | Grace Peterson        | neprodaný televizní pilotní díl                   |
| 2011      | Let's Stay Together                        | Renee                 | díl: „The Fourth Wheel“                           |
| 2013      | Secret Lives of Husbands and Wives         | Paula                 | neprodaný televizní pilotní díl                   |
| 2013      | Real Husbands of Hollywood                 | Samu sebe             | reality-show, 5 dílů                              |
| 2013      | Revoluce                                   | Justine Allenford     | 8 dílů                                            |
| 2014      | Murder in the First                        | Jacqueline Perez      | hlavní role, 9 dílů                               |
| 2015      | The Boris & Nicole Show                    | Samu sebe/moderátorka | 25 dílů                                           |
| 2015–2016 | Vražedné Miami                             | Kat Crawford          | vedlejší role, 7 dílů                             |
| 2016      | Model Woman                                | Helenjane Harris      | neprodaný televizní pilotní díl                   |
| 2017      | Time After Time                            | Vanessa Anders        | vedlejší role, 12 dílů                            |
| 2017      | Downsized                                  | Ebony                 | TV film                                           |
| 2017–2020 | Empire                                     | Giselle Barker        | vedlejší role (4. řada), hlavní role (5.–6. řada) |
| 2018      | The Romanoffs                              | Cheryl Gowans         | díl: „Bright and High Circle“                     |
| 2018      | K smrti trapný                             | Gloria                | 5 dílů                                            |
| 2019      | Lip Sync Battle                            | Samu sebe             | díl: „Boris Kodjoe vs. Nicole Ari Parker“         |
| 2019      | Star                                       | Giselle Barker        | díl: „Square One“                                 |
| 2019      | Znovu 20                                   | Beth                  | díly: „The Unusual Supsect“ a „An Inside Glob“    |

## Ocenění a nominace
| Rok  | Ocenění                    | Kategorie                                                       | Nominována za       | Výsledek |
| ---- | -------------------------- | --------------------------------------------------------------- | ------------------- | -------- |
| 1998 | Screen Actors Guild Awards | nejlepší filmové obsazení                                       | Hříšné noci         | nominace |
| 2001 | NAACP Image Awards         | nejlepší ženský herecký výkon ve vedlejší roli (film)           | Vzpomínka na Titány | nominace |
| 2001 | NAACP Image Awards         | nejlepší ženský herecký výkon v hlavní roli (dramatický seriál) | Soul Food           | nominace |
| 2002 | NAACP Image Awards         | nejlepší ženský herecký výkon v hlavní roli (dramatický seriál) | Soul Food           | nominace |
| 2003 | NAACP Image Awards         | nejlepší ženský herecký výkon ve vedlejší roli (film)           | Karamelka           | nominace |
| 2003 | NAACP Image Awards         | nejlepší ženský herecký výkon v hlavní roli (dramatický seriál) | Soul Food           | nominace |
| 2004 | NAACP Image Awards         | nejlepší ženský herecký výkon v hlavní roli (dramatický seriál) | Soul Food           | nominace |
| 2015 | NAACP Image Awards         | nejlepší ženský herecký výkon v hlavní roli (dramatický seriál) | Soul Food           | nominace |